# Комоговина
Комоговина је насељено место у општини Доњи Кукурузари, у Банији, Република Хрватска.

## Географија
Манастир Комоговина се налази надомак Комоговине.

## Историја
У месту је 1827. године била православна парохија у којој је службовао поп Стефан Бузажић.
Од 1934. године Државна основна школа у месту понела је назив: Витешког краља Александра Ујединитеља.
Комоговина се од распада Југославије до августа 1995. године налазила у Републици Српској Крајини. До територијалне реорганизације у Хрватској насеље се налазило у саставу бивше велике општине Костајница.

### Други свјетски рат
Било је случајева да су усташе по неколико пута долазиле у неко село и палиле поједине куће док није и последња изгорела. У заједници са хрватском војском а под вођством пуковника Мрака, усташе су 26. јануара 1942. године дошле у село Комоговину, срез Костајница, запалиле га и убиле 74 особе. Дванаест дана касније 7. фебруара, дошли су поново „и спалили још неколико кућа које су сељаци од првог пожара спасили“. Десет дана доцније усташе су дошле са жандармеријом и запалиле кућу Јована Митровића и једну шталу „које су у првом пожару биле угашене“. 26. марта поново су дошле усташе и хрватска војска и запалиле кућу Данице Дабић и колибу и виноград Јована и Стојана Дабића.
Из цркве у Комоговини, срезу костајничком, усташе су однеле "све вредније ствари као златни путир, скупоцени тас, одежду коју су цркви поклонили грофови Зрински и Франкопани и многе друге ствари.

## Становништво
На попису становништва 2011. године, Комоговина је имала 126 становника.

## Попис 1991.
На попису становништва 1991. године, насељено место Комоговина је имало 287 становника, следећег националног састава:
| Попис 1991.‍  | Попис 1991.‍  | Попис 1991.‍ | Попис 1991.‍ | Попис 1991.‍ |
| ------------ | ------------ | ----------- | ----------- | ----------- |
|              |              |             |             |             |
| Срби         | Срби         |             | 276         | 96,16%      |
| Југословени  | Југословени  |             | 5           | 1,74%       |
| Грци         | Грци         |             | 1           | 0,34%       |
| Муслимани    | Муслимани    |             | 1           | 0,34%       |
| Хрвати       | Хрвати       |             | 1           | 0,34%       |
| неопредељени | неопредељени |             | 2           | 0,69%       |
| непознато    | непознато    |             | 1           | 0,34%       |
| укупно: 287  |              |             |             |             |

## Знамените личности
- Милош Кордић, српски пјесник и књижевник
- Ратко Дмитровић, српски новинар и публициста